# والت باول
والت باول (بالإنجليزية: Walt Powell)‏ هو لاعب كرة قدم أمريكية أمريكي، ولد في 23 نوفمبر 1991 في سانت لويس في الولايات المتحدة.

## وصلات خارجية
- والت باول على موقع مرجع كرة القدم المحترفة.كوم (الإنجليزية)